# Ponts du Châtillonnais
Les ponts du Châtillonnais inscrits à l'inventaire général du patrimoine culturel et/ou à l’inventaire national des monuments historiques sont recensés ci-après.

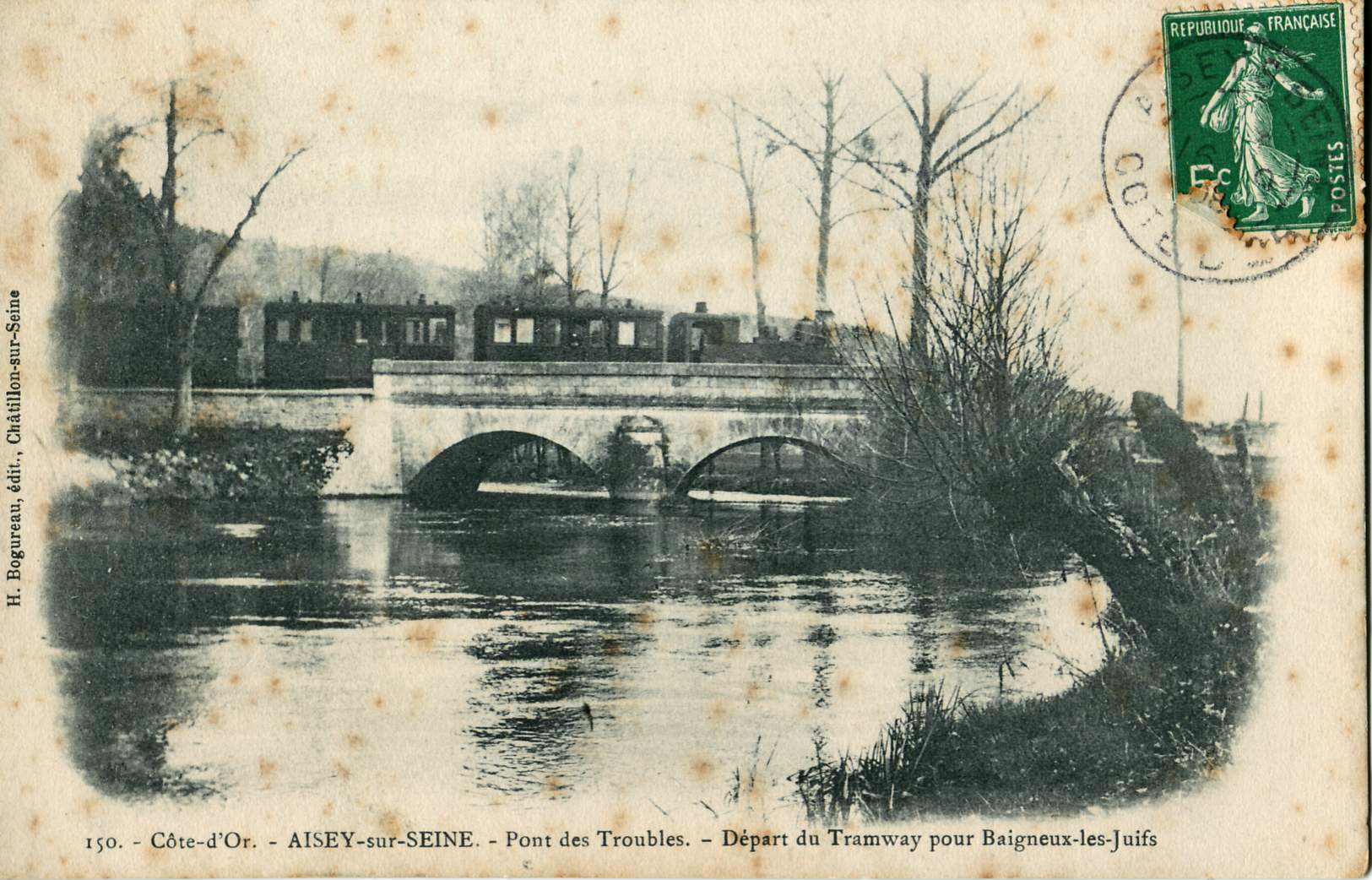
Pont des Troubles à Aisey

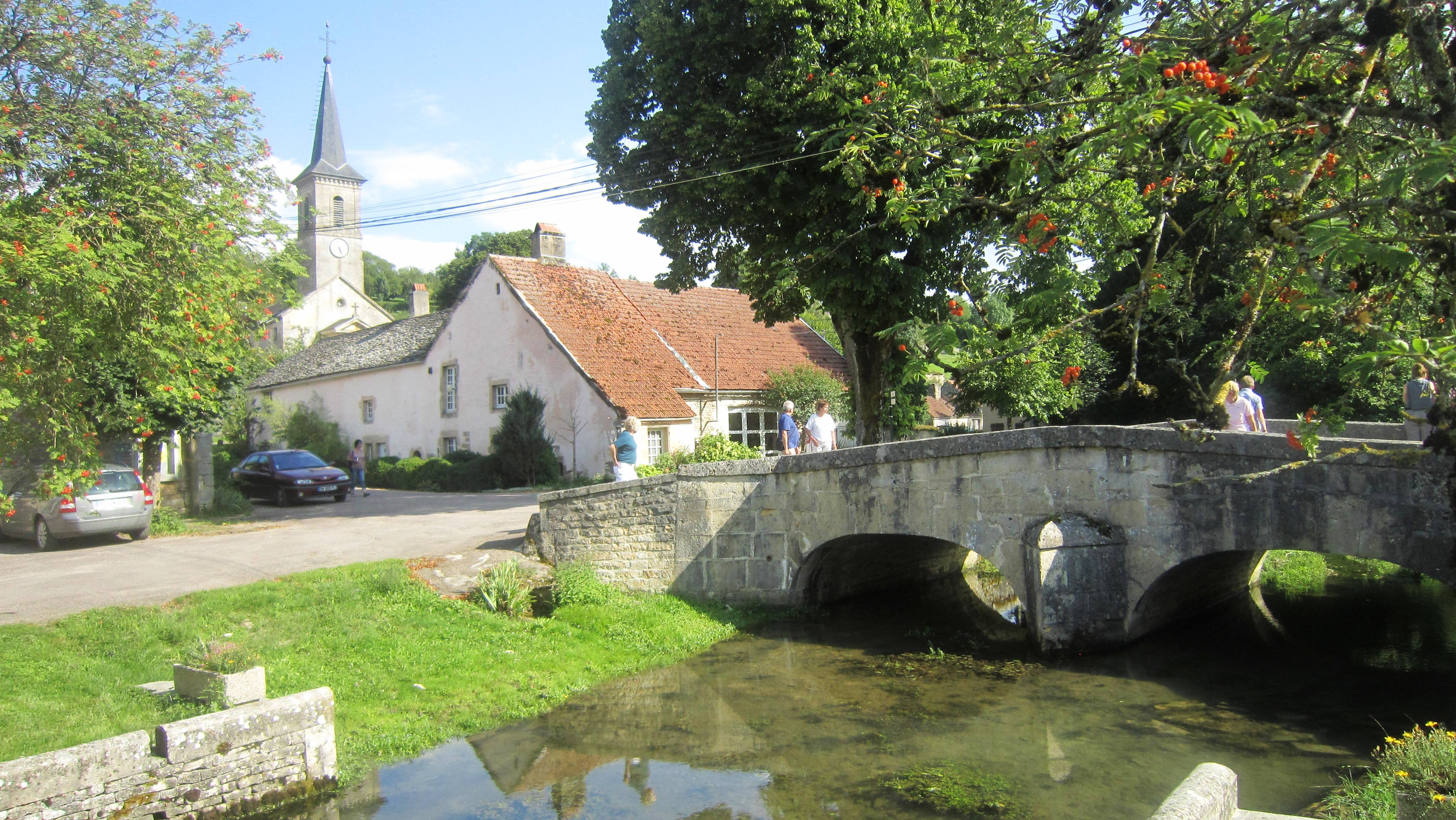
Billy-les-Chanceaux
premier pont routier sur la Seine

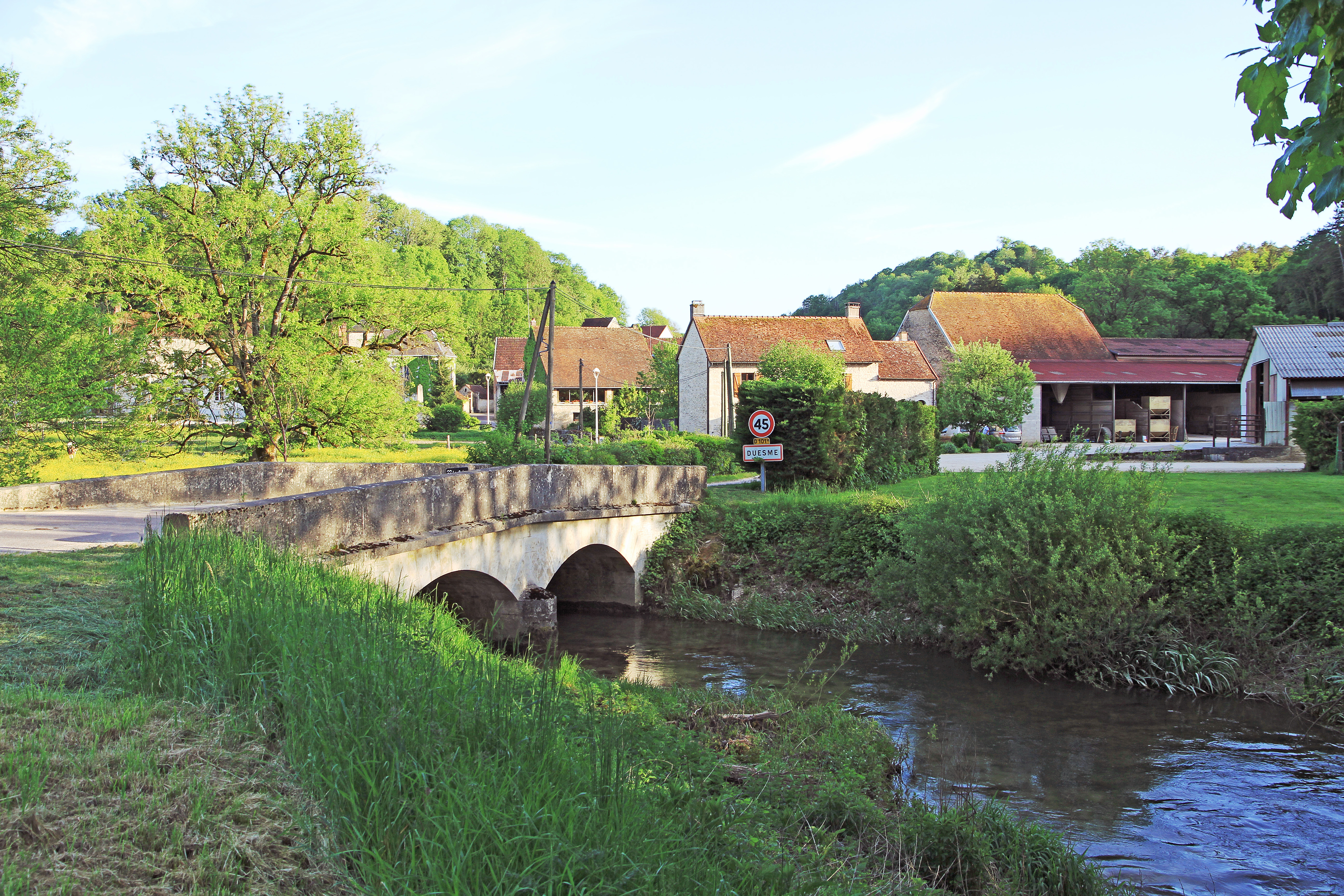
Pont de Duesme

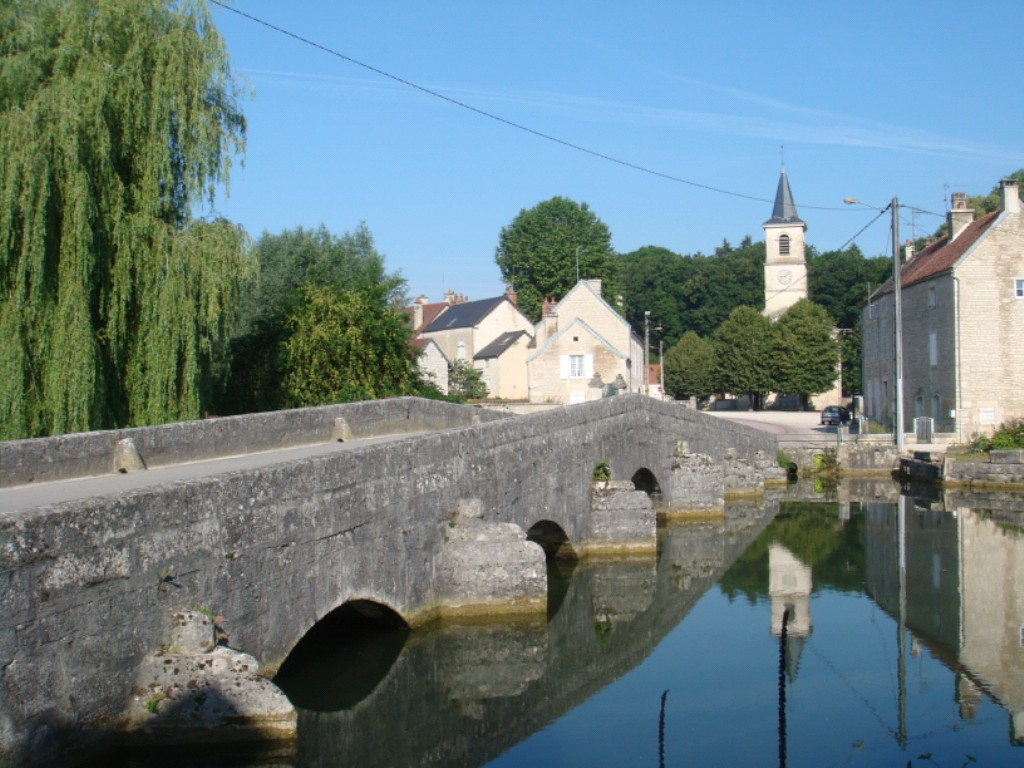
Pont de Chamesson

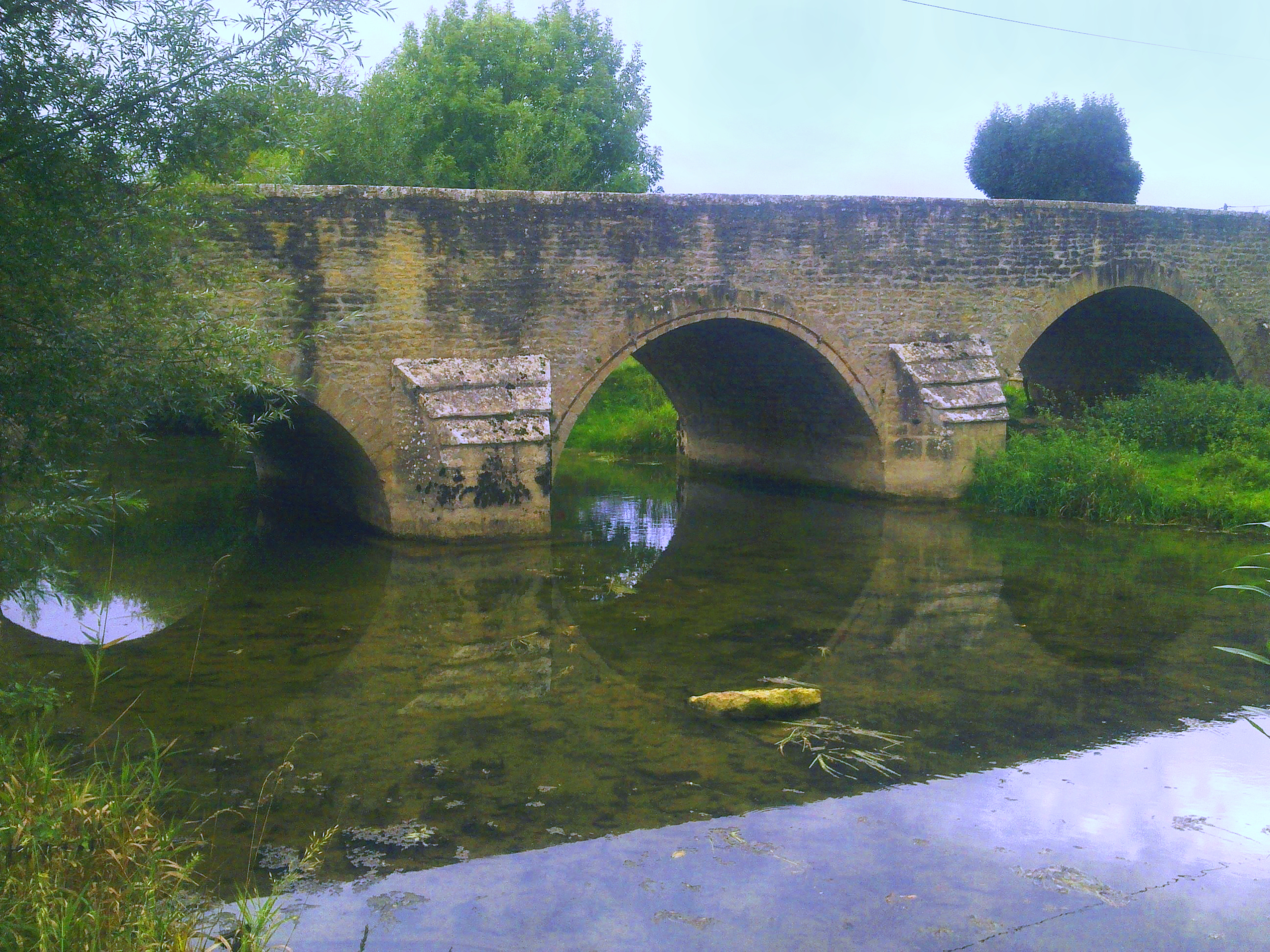
Pont des romains à Etrochey

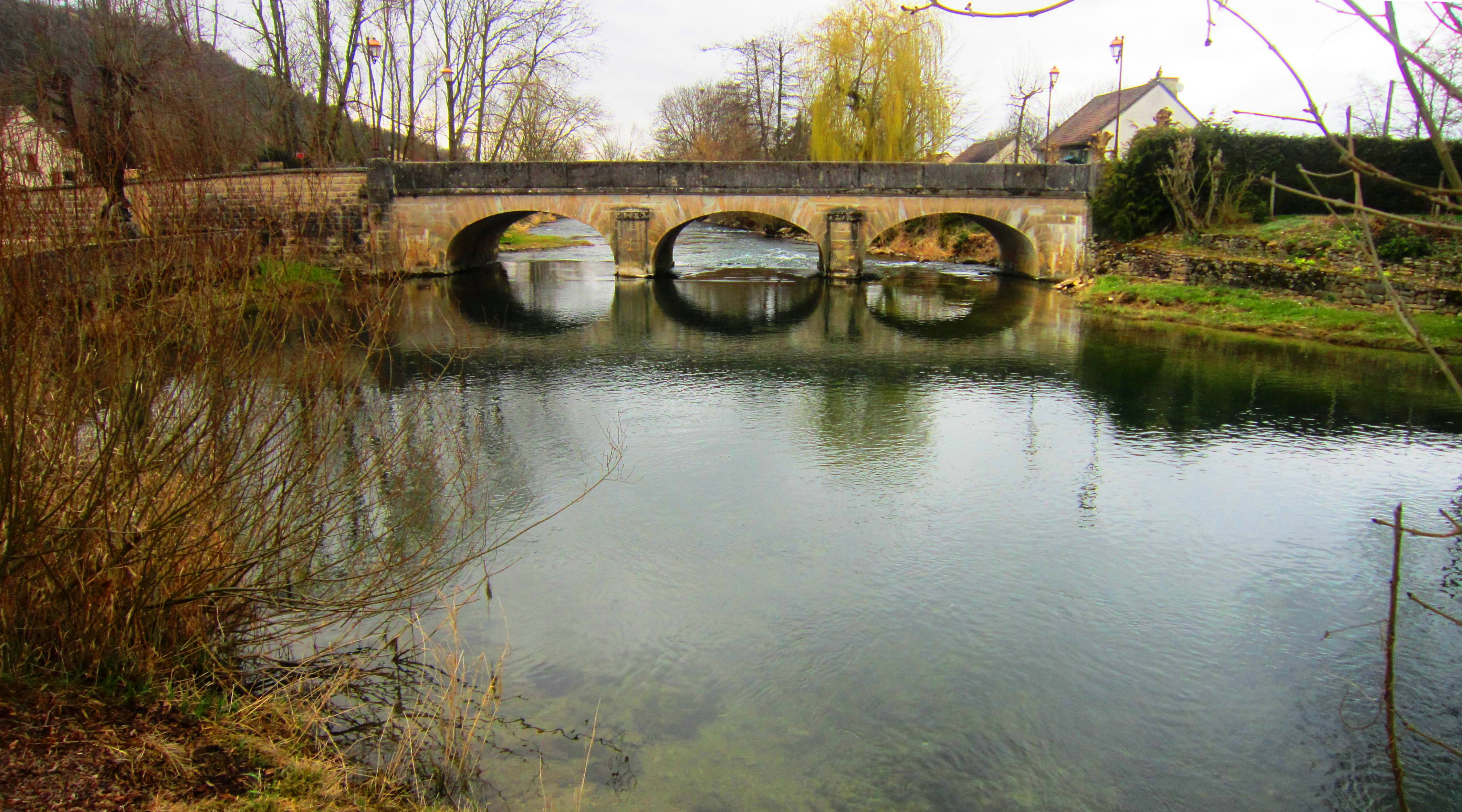
Pont de Vix

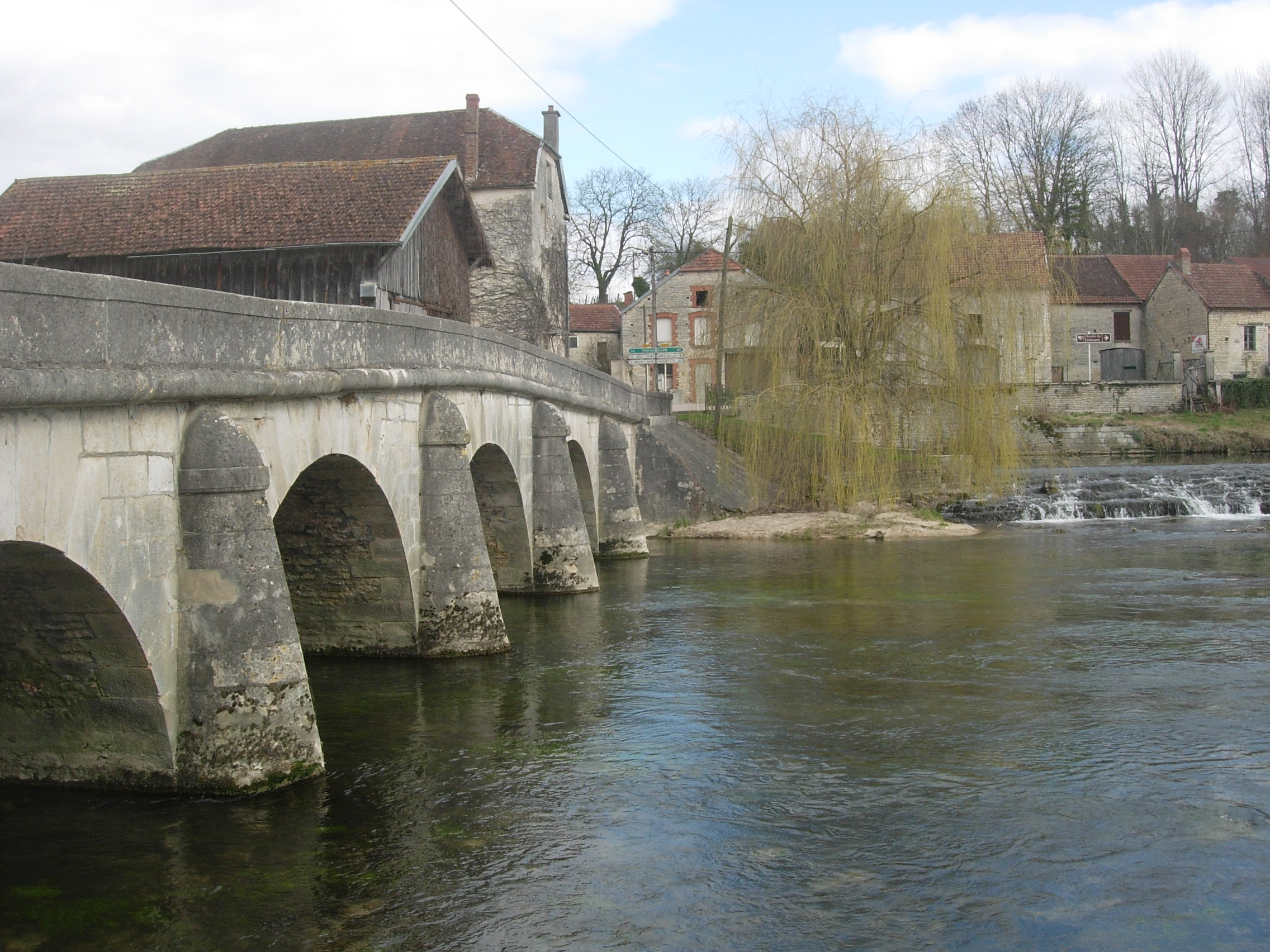
Pont de Gomméville

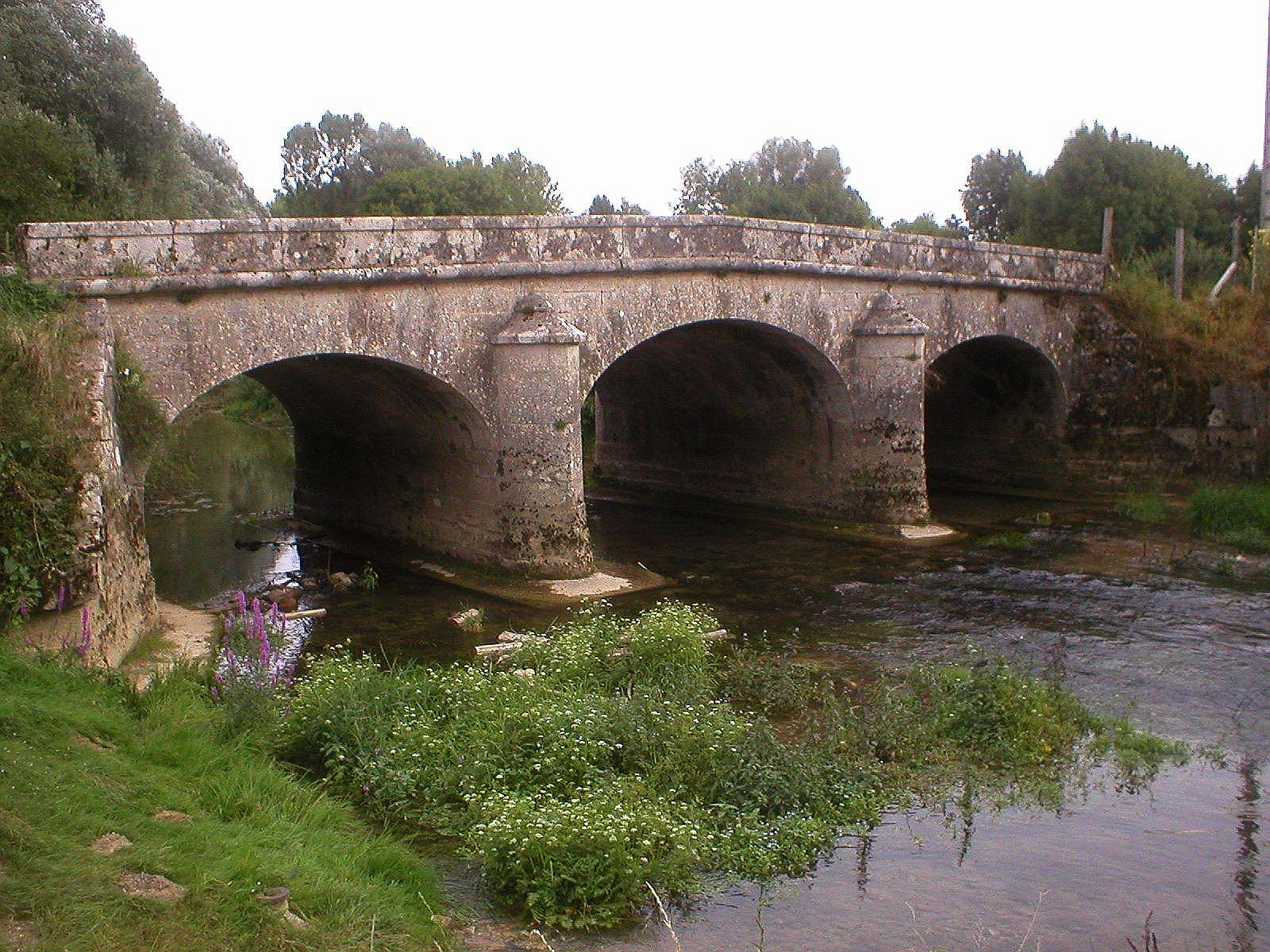
Pont de Grancey

## Ponts sur la Seine
- Pont d'Aisey-sur-Seine - XVIIe siècle
- Pont des Troubles - Aisey-sur-Seine - XVIIe siècle ; XIXe siècle
- Pont de Bellenod-sur-Seine - XVIIIe siècle
- Pont de Billy-lès-Chanceaux - XVIIIe siècle
- Pont de Brémur-et-Vaurois - XVIIIe siècle ; XIXe siècle
- Pont de Chamesson - XVIIe siècle
- Pont de Châtillon-sur-Seine - XIXe siècle
- Pont des Boulangers - Châtillon-sur-Seine - XVIe siècle  Inscrit MH (1928)[1].
- Pont du Perthuis-au-Loup - Châtillon-sur-Seine - XIVe siècle  Inscrit MH (1928)[2].
- Pont Saint-Barthélémy de Châtillon-sur-Seine - XVIIIe siècle[3].
- Pont de Duesme - XIXe siècle
- Pont des Romains d'Etrochey - XVIIe siècle
- Pont de Gomméville - XIXe siècle
- Pont de Nod-sur-Seine - XVIIIe siècle
- Pont de Pothières - XVIIIe siècle ; XIXe siècle
- Pont de Quemigny-sur-Seine - XIXe siècle
- Pont de Saint-Marc-sur-Seine - XVIIIe siècle
- Pont de Vix - XIXe siècle

## Ponts sur l'Ource
- Pont d'Autricourt (XVIIIe siècle ; XIXe siècle)[4]
- Pont de Belan-sur-Ource (XVIIIe siècle)
- Pont de Brion-sur-Ource (XVIIe siècle ; XXe siècle)
- Pont d'Essarois (XVIIIe siècle)
- Pont de Grancey-sur-Ource (XVIIIe siècle)
- Pont de Vanvey (XVIIIe siècle)
- Pont de Vanvey (XIXe siècle)
- Pont de Voulaines-les-Templiers (XIXe siècle)

## Autres ponts
- Pont d'Aignay-le-Duc sur la Coquille (XIXe siècle)
- Pont de Bissey-la-Pierre (XVIIIe siècle)
- Pont de Boudreville sur l'Aube (XVIIIe siècle)
- Pont du Moulin de Busseaut sur le Brévon (XIXe siècle)
- Pont de la Douix à Châtillon-sur-Seine (XIXe siècle)
- Pont de Griselles sur la Laigne (XIXe siècle)
- Pont de Marcenay (XIXe siècle)
- Pont de Minot sur la Digeanne (XIXe siècle)
- Pont Sebot à Minot sur la Digeanne (XIXe siècle)
- Pont de Moitron sur le Brévon (XIXe siècle)
- Pont de Molesme sur la Laigne (XIXe siècle)
- Ponts de l'Abattoir à Montigny-sur-Aube sur l'Aube (XVIIIe siècle)  Classé MH (1962)[5].
- Pont de Montmoyen sur le Brévon (XVIIIe siècle)
- Pont de Vertault sur la Laigne (XVIIe siècle ; XVIIIe siècle)
- Pont de Vertault sur la Laigne (XIXe siècle)

## Sources
Base de données Mérimée du Ministère de la Culture et de la Communication.